# 雨の嵐山
「雨の嵐山」（あめのあらしやま）は、日本のシンガーソングライターである長渕剛のデビューシングル曲である。
1977年2月25日にビクター・レコードからリリースされた。作詞・作曲は長渕、編曲は船山基紀が担当している。
ヤマハポピュラーソングコンテスト入賞曲であり、レコード会社協賛社賞を4社から受けた長渕はビクターと契約し本作でデビューする事となった。レコーディング時にはアレンジはすべて完成しており、長渕は歌入れのみを行っている。歌詞の内容は長渕の実体験であり、失恋を題材とした作品である。
リリース当時は全く話題にならず、活動の維持が困難であると判断した長渕は故郷である九州へと帰郷する事となった。その後次作「巡恋歌」（1978年）を完成させ、東芝EMIから再デビューする事となった。そのような経緯から、本作は公式にリリースされたアルバムには一切収録されていない。

## 背景
地元である鹿児島の鹿児島市中央公民館にて吉田拓郎のライブを見た長渕は、それまで抱いていたフォークシンガーに対する偏見が無くなり衝撃を受ける事となった。この影響によりギターを手に取った長渕は自身で歌を作り始めるようになる。それはいつしか、吉田の様なフォークシンガーになりたいという夢へと代わり、福岡に位置する後に数々のミュージシャンを輩出した伝説のライブハウス、照和にてステージに上がるようになる。
プロのミュージシャンを目指し始めた長渕は、憧れであった吉田が井上陽水や泉谷しげる、小室等らとともに設立したフォーライフ・レコードに自らの楽曲を送る事を決意する。その際、なるべく良質な音でレコーディングをしようと、福岡のとあるスタジオでレコーディングを開始する。そのスタジオでは、あくまでヤマハポピュラーソングコンテスト（通称ポプコン）に出場する予定の者だけ無料でのレコーディングが許可されていた。しかし長渕は、「コンテストは一曲か二曲で決められてしまう。フォークとは一曲、二曲で決められるものではない」とポプコンに対して批判的であった。その為、ポプコンに出場する意思はないが、それを隠しレコーディングの許可を得ていた。
レコーディングは順調に進み、憧れのフォーライフ・レコードに作品を送るが全く返答はなかった。やがてポプコンの時期が近づいて来てしまい、スタジオのスタッフは当然長渕が出場するものとして話を進め、大恩あるスタッフに敬意を表する為にポプコン出場を決意する。ポプコン出場に際して選曲する中で、スタッフがこの「雨の嵐山」を絶賛し、長渕曰く「横道に反れた曲」というように自分の意に反する曲であったが、スタッフの思いを無下に断る事も出来ずにこの曲での出場を決意する。
ポプコンではこの「雨の嵐山」によって九州大会でグランプリ、つま恋での本選会ではレコード会社協賛社賞を4社から受け、ビクター・レコードと契約し、レコードデビューを果たす事となった。

## 録音
この曲に関しては、レコード会社主導で全てが進められ、長渕がスタジオを訪れた時はアレンジも含めてほぼ全てのレコーディングが終了しており、長渕は歌入れを行っただけである。このアレンジに関して、長渕は違和感を覚えていたが、初めてレコードを出せる喜びの方が大きく、何も言わなかった。その事が後に歌謡曲路線で売り出される結果となってしまったと述懐している。

## 音楽性
本作の歌詞のテーマは長渕の実体験から描かれており、長渕が福岡の大学に進学した頃、高校時代から交際していた彼女は京都の短大に進学し、毎晩公衆電話で連絡を取っていた。しかし、大学2年の頃に連絡が途絶えたために急遽新幹線に乗って京都の彼女の元を訪ねたが、数時間待たされた挙げ句「授業があるから」といって冷たくあしらわれてしまい、その後、博多へと舞い戻った時に制作された曲である。
レコーディングの際には大幅にアレンジが加えられ、琴やオーケストラが挿入されており、長渕は「大先生とやらの手によって好き勝手にアレンジされちまった」と述べている。また、長渕自身によると歌謡曲や演歌のようであり、自身の曲の原型が微塵も残っていないと述べている。この件に関して編曲を担当した船山基紀は、長渕の人物像を知らずに譜面だけを見た印象で歌謡曲のようなアレンジを施したと述べており、「申し訳なかったなとずっと思っている」と自責の念を公表している。

## リリース
1977年2月25日、本作はビクター・レコードよりシングル盤として7インチレコードでリリースされた。その後、1981年にシングル「順子/涙のセレナーデ」のヒットに伴いふたたび7インチレコードで再リリースされ、1988年にはシングル「乾杯」のヒットに伴いCD、カセットテープの2形態で再リリースされた。
なお、デビュー当時の初期盤のEPレコード（型番SF-6022・ビクター旧文字・定価600円の物）は希少であり、しばしばネットオークションなどでも定価の10～20倍ほどの高値で取引されることもある。
また、本人リリースによるアルバムには収録されていないが、コンピレーション・アルバム『フォーク・ソング伝説』（1999年）に「雨の嵐山」のみ収録された。

## プロモーション
本作がリリースされ、歌手としての活動が始まったが、レコード会社からはフォークシンガーとは認めてもらえず、「ナガブチ・ゴウ」の名で演歌・歌謡曲の路線で売り出され、レコード店周りやデパートの屋上でアイドルの前座などを務める事となる。また、レコード会社からはあくまで他人の作った曲を歌う新人歌手と同等の扱いを受け、最終的には銀座のオーディオ機器売り場で歌わされる事となった。これら一連の活動に疑問を感じた長渕は、突如「辞めます」と吐き捨て銀座を後にし、新人としては売上げの悪くは無かったこの曲を捨て、全てを白紙に戻し九州へと引き返す事になった。
そのような経緯から、長渕にとっての初めてのレコード化音源であり、記念すべきデビュー曲であるが、本人の歴史上からは抹消されている。また、この曲は今までのどのアルバムにも未収録であり、公式ホームページでもデビュー曲は「巡恋歌」（1978年）となっており、全く触れられていない。しかし、『長渕剛全曲集』などのスコア本などにはB面の「わたし春を待ってます」とともに掲載されていることも多い。
その後、長渕本人により、ラジオ番組『長渕剛・今夜もバリサン』（2003年、ニッポン放送）においてジャケット撮影の事などが語られ、ライブで演奏されることも全くなかったが、2009年10月29日のよこすか芸術劇場（デビュー30周年記念弾き語りツアーの初日）において、デビュー当時を振り返るMC（語り）とともに冒頭部分が披露された。MCでは、「よくこんな曲作れるな、と思うほど『暗い曲』」であると語っている。

## アートワーク
シングル盤のジャケットは、傍らにギター、ポットとコーヒーカップ、煙草と灰皿が置かれているだけの何もない空間で佇む長渕の写真が使用されている。写真撮影は等々力渓谷で行われ、「どうせフォークだから、四畳半みたいな写真でいいんじゃないか」というディレクターの発言から決定された。長渕はこの撮影に強い不満を抱いていたが、渋々カメラマンの指示に従い撮影をしていた。
1988年の再リリース盤では、オリジナル盤リリース当時の宣伝用写真に使われていた長渕の立ち姿のアップに変更されている。

## チャート成績
リリース当初は全く話題にならず、オリコンチャートなどのランキングには一切ランクインしていなかったが、1988年に「乾杯」がヒットした際の再リリース盤では、オリコンチャートで最高位53位、売上枚数1.5万枚を記録している。

## シングル収録曲
| 全作詞・作曲: 長渕剛。 |                          |           |            |          |      |
| #                      | タイトル                 | 作詞      | 作曲・編曲 | 編曲     | 時間 |
| 1.                     | 「雨の嵐山」             | 長渕剛    | 長渕剛     | 船山基紀 | 4:41 |
| 2.                     | 「わたし春を待ってます」 | 長渕剛    | 長渕剛     | 長渕剛   | 3:56 |
| 合計時間:              | 合計時間:                | 合計時間: | 8:43       |          |      |

## リリース履歴
| No. | 日付          | レーベル                 | 規格         | 規格品番            | 最高順位 | 備考                                 |
| --- | ------------- | ------------------------ | ------------ | ------------------- | -------- | ------------------------------------ |
| 1   | 1977年2月25日 | ビクター音楽産業／Victor | 17cm         | SF-6022             | -        | ジャケットのビクターロゴが旧式の字体 |
| 2   | 1981年        | ビクター音楽作業／Victor | 17cm         | SV-7100             | -        |                                      |
| 3   | 1988年5月21日 | ビクター音楽作業／Victor | 8センチCD CT | VDRS-1034 VST-10391 | 53位     |                                      |